# Brendan Perry
Brendan Michael Perry (Whitechapel, 30 giugno 1959) è un musicista, cantante e polistrumentista inglese.
È conosciuto soprattutto come componente maschile del duo Dead Can Dance, di cui fa parte anche Lisa Gerrard.

## Biografia
Nato nel sobborgo londinese di Whitechapel, è emigrato da ragazzo in Nuova Zelanda con la famiglia. Nella seconda metà degli anni '70 ha fatto parte del gruppo punk-rock The Scavengers. Un altro dei primi gruppi in cui ha suonato è The Marching Girls. Con entrambe le band ha preso parte alla compilation AK79.
Nel 1981 ha formato a Melbourne i Dead Can Dance con Simon Monroe, Paul Erikson e Lisa Gerrard. Col gruppo, eccetto Monroe, si è spostato nuovamente a Londra, dove la band ha realizzato numerosi album per la 4AD a partire dall'eponimo Dead Can Dance (1984). Con Lisa Gerrard Perry ha intrapreso anche un'importante relazione sentimentale durata diversi anni. Nel 1998 i Dead Can Dance si sono sciolti.
Nel 1999 Perry ha intrapreso la carriera solista con Eye of the Hunter (4AD). Nel 2008 ha lasciato la 4AD e nel giugno 2010 ha pubblicato per la Cooking Vinyl il disco Ark. 
Nel 2011 i Dead Can Dance si sono riuniti come duo, pubblicando l'anno seguente un nuovo album di inediti, Anastasis.

## Discografia
Da solista
- 1999 - Eye of the Hunter
- 2010 - Ark
- 2020 - Songs of Disenchantment: Music from the Greek Underground